# Landismo

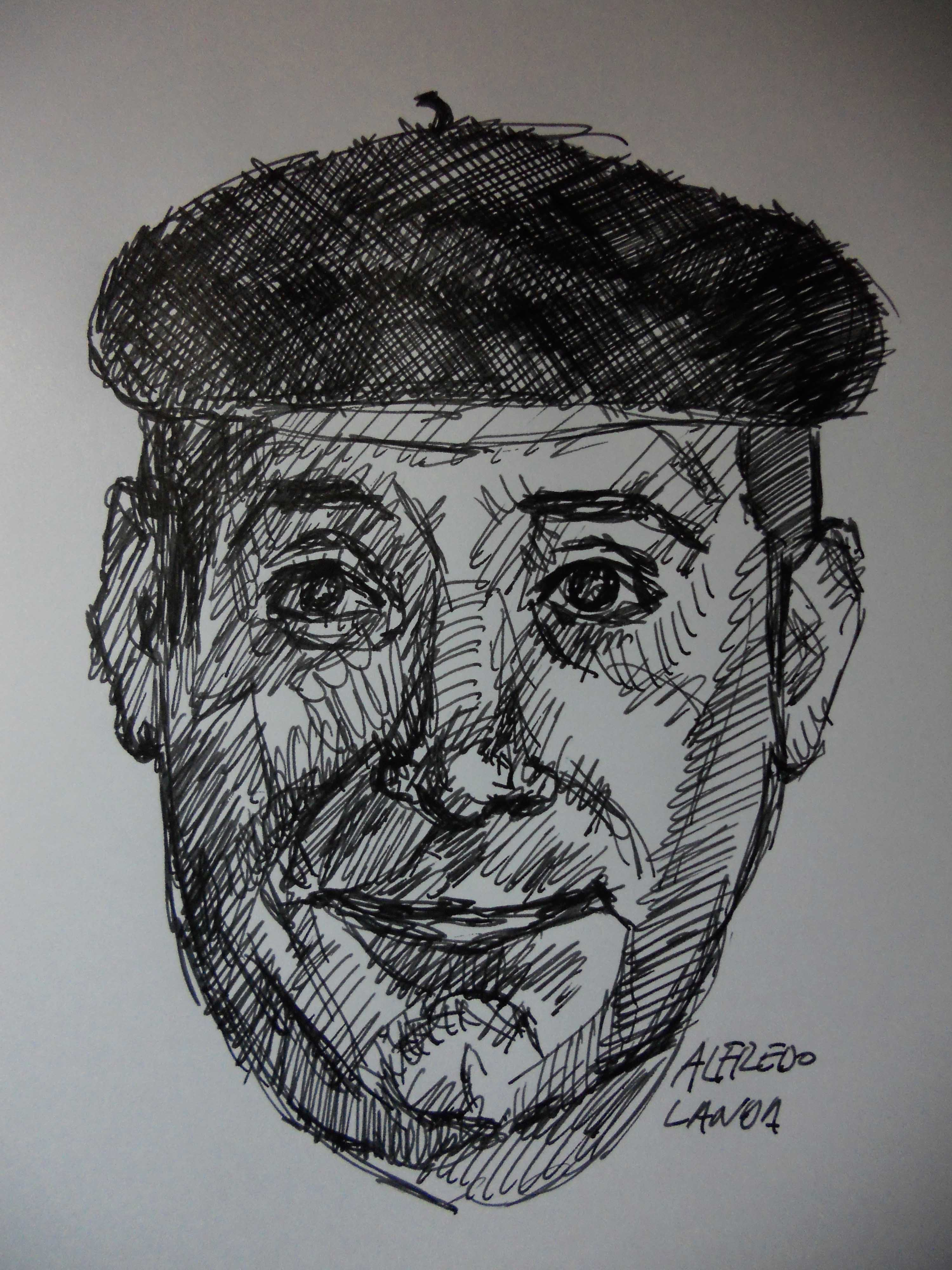
Boceto del actor Alfredo Landa caracterizado con boina como si fuera uno de sus personajes de origen rural.

Landismo es el nombre de cierto fenómeno y género o subgénero cinematográfico español que se dio sobre todo en los años setenta del siglo XX, al que da nombre el actor Alfredo Landa (su intérprete más representativo y destacado), y que aúna la comedia fácil con cierto erotismo de baja intensidad. En su momento a este tipo de cine se le conocía como cine de ligue porque las tramas de comedia se centraban en la conquista sexual, especialmente de turistas extranjeras.
Coincide más o menos en el tiempo con otros fenómenos similares en otros países, como la comedia picaresca en Argentina, las pornochanchadas en Brasil, la comedia a la italiana más sexy o picante y el cine de ficheras o sexycomedias en México. En el caso español la censura del tardofranquismo jugó un papel importante en la aparición y en las características del género o subgénero landista, restricciones de las que posteriormente el cine de destape ya no tendría que preocuparse.

## Historia

### Orígenes, descripción y auge
Esta denominación de landismo abarca una serie de películas que protagonizó Alfredo Landa (n.1933 - f.2013) durante un periodo de su carrera, que va aproximadamente desde la mitad de los 60 hasta más o menos el año 1978. Este tipo de cine pertenece al género de la comedia de situación y enredo, concretamente a la comedia sexy, heredera real de la revista de la época y su erotismo acompañado de breves escenas teatrales o sketches humorísticos o satíricos. De hecho, era habitual que algunas vedettes famosas fueran parte del reclamo cinematográfico de estas comedias. También se percibe en muchas de estas películas landistas la influencia de las comedias a la italiana que habían triunfado combinando costumbrismo, asuntos sociales de actualidad y momentos picantes, ya desde principios de los años 60.
Algunos precedentes cinematográficos españoles del landismo se pueden ver ya en Bahía de Palma (1962), en el papel secundario de ligón de Cassen y en que ya incluyó el primer bikini en pantalla del cine español por parte de la actriz alemana Elke Sommer, o ya más claramente desde mitad de la década en películas como Vacaciones para Ivette (1964), Ninette y un señor de Murcia (1965), Un beso en el puerto (1965), Amor a la española (1967) o 40 grados a la sombra (1967) en las que, aunque algunas no están protagonizadas por Landa, ya aparecen las turistas o extranjeras perseguidas por españoles como parte importante de la comedia y las tramas románticas. 
Un ejemplo clásico del cine de ligue o landismo que se suele citar es No desearás al vecino del quinto (1970) exitosa película dirigida por Tito Fernández que batió récords de taquilla. Otras muestras significativas serían, según Flixolé: El alma se serena (1970), Aunque la hormona se vista de seda (1971), ¡Vente a Alemania, Pepe! (1971), Vente a ligar al Oeste (1972), París bien vale una moza (1972), Simón, contamos contigo (1972), Manolo la nuit (1973), Lo verde empieza en los Pirineos (1973), Fin de semana al desnudo (1974), Dormir y ligar: todo es empezar (1974), Jenaro, el de los 14 (1974), Mayordomo para todo (1976), Celedonio y yo somos así (1977), entre muchas otras. 
Este tipo de películas reflejó, en tono de comedia, los problemas, inquietudes y ambientes de la sociedad española en los últimos años del franquismo y los primeros de la Transición hacia la democracia. Especialmente muchas hacían hincapié en cierta represión sexual de los hombres y en las que Landa representaba el arquetipo de macho ibérico, que personifica los valores de esa última etapa del franquismo frente a los ideales aperturistas que provienen del extranjero. Este estereotipo, encarnado por varios actores, pretendía representar al español promedio de esa época: un hombre de baja estatura, moreno y velludo, de actitud machista y centrado en la conquista sexual.
En estas comedias, el protagonista era un español de clase media o media-baja, acomplejado por los valores procedentes del exterior y obsesionado con las suecas, esto es, cualquier joven extranjera. Las suecas eran el símbolo de la prosperidad económica y la libertad política y sexual con la que soñaban los españoles de la época. El argumento de estas películas solía parodiar además tópicos como el turismo, el éxodo rural, la emigración, el servicio doméstico o las viejas tradiciones.
Debido a su tremendo éxito popular, a la cantidad de películas similares que se filmaron de este tipo de comedias sexys y costumbristas y al alcance que tuvieron en el imaginario colectivo social, empezaron a encarnar el concepto de españolada del cine español de esas décadas y que se ha usado posteriormente con connotaciones negativas. Por lo que a menudo el cine del landismo y la españolada (tardofranquista) se solapan como conceptos afines. 
Los directores Mariano Ozores, Pedro Lazaga, Luis María Delgado y Fernando Merino fueron prolíficos en esta etapa, y además de Landa, intérpretes como José Luis López Vázquez, José Sacristán, Manolo Gómez Bur, Antonio Ozores, Juanjo Menéndez, Fernando Fernán Gómez, Cassen, Saza, Arturo Fernández, Paco Martínez Soria, Manolo Escobar, Antonio Garisa, Gracita Morales, Josele Román, Rafaela Aparicio, Florinda Chico, Laly Soldevila, Lina Morgan, Esperanza Roy, Tina Sainz, Concha Velasco, Margot Cottens, Pilar Gómez Ferrer, etc. estaban presentes en numerosos de sus repartos. También era habitual la presencia de algunas actrices extranjeras que a menudo encarnaban a la mujer europea moderna y liberada, habitualmente en papeles de turistas británicas, centroeuropeas o nórdicas -las famosas suecas-, fruto del auge del turismo de sol y playa de esa época, y que casi siempre salían en pantalla en escenas en bikini o ligeras de ropa. Se podrían destacar a actrices tales como Erika Wallner, Ingrid Garbo, Helga Liné, Rosanna Yanni, Mirta Miller, Nadiuska, Claudia Gravy, Gela Geisler, Dyanik Zurakowska, Rosenda Monteros, Ingrid Pitt, Silvia Solar, la algecireña Aída Power, etc. 
Algunos directores como Manuel Summers, Fernando Fernán Gómez, José María Forqué, Luis García Berlanga o Antonio Drove, también se acercaron al cine landista o cine de ligue, o enfocaron algunos de sus rasgos desde una perspectiva más absurda, mordaz o reflexiva en películas como No somos de piedra (1968), ¿Por que te engaña tu marido?, Crimen imperfecto, Estudio amueblado 2.P. (1969), El triangulito (1970), ¡Vivan los novios! (1970) o Mi mujer es muy decente, dentro de lo que cabe (1975). Por su parte, Juan Antonio Bardem también hizo algo parecido con El puente (1977) y el arquetipo de macho español sin ideología que interpretaba el propio Landa. 

### Fin dellandismoy legado
El final del fenómeno landista empezó a fraguarse entre los años 1975 y 1977. Así, el 1 de marzo de 1975, antes incluso de la muerte de Franco, fue cuando, según el nuevo Código de Censura, «se admitirá el desnudo siempre que esté exigido por la unidad total del film, rechazándose cuando se presente con intención de despertar pasiones en el espectador normal o incida en la pornografía». Tras la muerte del dictador y con el final de la censura cinematográfica (diciembre de 1977) con el segundo Gobierno Suárez, "los cines tuvieron por fin hueco para películas de carácter abiertamente erótico, bajo la famosa clasificación S". Lo que permitió que durante esos años y en los sucesivos el erotismo subiera de intensidad, ya con desnudos femeninos explícitos, se filmaran una gran cantidad de películas con ese enfoque y llegaran nuevos actores que aprovecharan la ola del cine del destape, como Andrés Pajares y Fernando Esteso o Antonio Ozores y Juanito Navarro, recogiendo el testigo de varios de los rasgos del arquetipo landista.
En esos años de la Transición, Alfredo Landa empezó a alternar un cine próximo al destape con películas como Historia de 'S' (1979), Polvos mágicos (1979), Profesor eroticus (1981) o Préstame tu mujer (1981) con otras propuestas más serias de directores como Juan Antonio Bardem o José Luis Garci que mostraron su versatilidad, bien como un mecánico sin ideología que empezaba a romper el cliché landista en El puente (1977), bien como ejecutivo estresado en Las verdes praderas (1979) o como detective de cine negro nuevo o neo-noir en El crack (1981) y El crack Dos (1983).Finalmente, en 1984, su talento como actor fue reconocido internacionalmente cuando Landa subió al estrado del Festival de Cannes para recoger su trofeo a Mejor actor, ex aequo con Paco Rabal, por su papel de campesino en Los santos inocentes, de Mario Camus. 
La evolución natural del landismo cinematográfico derivó en gran parte hacia el cine de destape de Pajares y Esteso y compañía y, posteriormente, dejó su impronta en la televisión de España, donde se recuperó ese espíritu de gags de revista de baja intensidad erótica en los programas de los años 90, con las mamachicho como ejemplo singular de esa etapa televisiva. Además, muchos elementos landistas se repetían en algunas series de televisión que recogían el testigo de ese tipo de enredos y humor, tales como El sexólogo (1994) de Mariano Ozores. Años después, aún hay rasgos del landismo en los clichés de macho ibérico de algunos personajes de la saga Torrente, o en series como Aída (2005-2014) y su personaje de Mauricio Colmenero (Mariano Peña), o en la longeva La que se avecina (2007-...), como por ejemplo con los roles de Antonio Recio "el rancio" (Jordi Sánchez) o el de Amador Rivas (Pablo Chiapella).  
Además, la influencia del cine de ligue o cine landista se puede rastrear todavía en películas del siglo XXI que recrean esa época del auge del turismo y la conquista de turistas, según los clichés de comedia del subgénero, por ejemplo en el corto Mi tío Paco (2006) de Tacho González, o en los largometrajes Benidorm mon amour (2016) de Sergio Pumarola, o en Vírgenes (2025) de Álvaro Díaz Lorenzo, o ya desde una revisión dramática en Los europeos (2020) de Víctor García León a partir de una novela de Rafael Azcona. Por otro lado, su influencia conceptual y su comicidad sigue presente en comedias ambientadas en su tiempo que abordan la conquista de mujeres de forma torpe, Fuga de cerebros (2009); la emigración, Perdiendo el norte (2015); o la prostitución Villaviciosa de al lado (2016), o en las que se basan en la desubicación de un personaje anclado en el pasado frente a las nuevas costumbres, como por ejemplo en Como Dios manda (2023) o en La familia Benetón (2024), papel que suele encarnar a menudo Leo Harlem. 
Actualmente, muchas de las películas del landismo se emiten regularmente en canales o plataformas especializadas en cine español (Flixolé, Canal Somos) o en programas como Cine de barrio o Nuestro cine (¡Viva el cine español!).
En una rueda de prensa en 2007, en el Festival de Cine Español de Málaga, Alfredo Landa se mostró "orgullosísimo" de haber creado el denominado landismo porque "no hay nadie que haya dejado algo tan importante como una forma de ser, de actuar y de ver la vida".

## Películaslandistas
Anexo: Listado de películas del landismo

## Otro usos del término
Recientemente también se ha usado el vocablo landismo para referirse al movimiento deportivo relacionado con el ciclista Mikel Landa y el gran apoyo de sus seguidores y de la afición vasca.